# Begonia duncan-thomasii
Begonia duncan-thomasii é uma espécie de Begonia, nativa do Camarões.